# Сторінка-вітрина
Сторінка-вітрина, також лендинг (англ. landing page) — це завершальна сторінка колонки продаж, також — вебсторінка, яка відкривається при натисканні на рекламне оголошення чи посилання (лінк). «Цільова сторінка» є логічним продовженням рекламного оголошення або посилання. Часто лендинги пов'язані з соціальними медіа, розсилками електронною поштою або маркетинговими кампаніями пошукових двигунів (контекстною рекламою) з метою підвищення ефективності реклами. Лендинг може бути будь-якою сторінкою сайту або спеціально створеною окремою сторінкою. Загальна мета лендингу — перетворення (конверсії) відвідувачів сайту в потенційних покупців, тому її ще часто називають «приманка для клієнтів».
Залежно від маркетингової стратегії процес перетворення передбачає виконання користувачем певних дій, як-от:
- оформити замовлення на покупку
- продати конкретний продукт в конкретній ситуації (розпродаж, промоакція)
- залишити контактну інформацію (зазвичай: адреса електронної пошти або номер телефону)
- підписатися на розсилку
- реєстрація на сайті
- інформація для інших користувачів / оголошення про цільову сторінку
- віра в бренд — витратити достатньо часу на сайті, дивитися фільми, читати листівки
- завантажити або встановити певну програму

Відсоток конверсії відвідувачів є показником ефективності сторінки-вітрини, залежно від галузі він коливається в межах 2-3 відсотків. Це означає, що, наприклад, із 1000 осіб, які відвідали лендинг, 20-30 зробили якусь із вищевказаних дій.

## З чого складається лендинг
Для сучасних лендингів характерні такі складові елементи та їхні комбінації.
- Тема, що привертає увагу. Є назвою сайту, продукту або послуги, допомагає користувачеві зрозуміти, що це те, що він шукав, і залишитися на сайті.
- Картинка, слайдер або відео — найчастіше розташовується в основній (верхній) частини лендинга, щоб лінивий користувач, який не хоче читати, зрозумів, що він зайшов за адресою.
- Унікальна торгова пропозиція — це найчастіше інформація про товар, послугу або інфопродукт, що описує його особливості та переваги.
- Відгуки клієнтів. Останнім часом є тенденція не довіряти звичайним відгукам на лендингу, тому власники отримують відео-відгуки, аудіо-відгуки, а також сканують рукописні відгуки своїх покупців.
- Зворотний зв'язок — форма для залишення контактів.
- Кнопка для дії — «Купити», «Замовити», «Оформити», «Взяти участь».
- Кнопки соціальних мереж — (розташовуються в футері), політика конфіденційності, знак авторських прав.

## Тренди і перспективи лендингів
Основним трендом лендингу у 2020 році можна назвати впровадження вірусного маркетингу. Власнику сайту важливо не просто отримати відвідувачів, а змусити їх ділиться інформацією про свій сайт в соцмережах, з друзями, в особистих повідомленнях. Також помітна тенденція до вибору мінімалістичного дизайну, продиктованого тим, що користувач не бажає довго чекати, поки завантажиться сторінка. Важливим є і зосередження уваги на мобільній версії лендингу, оскільки все більша кількість людей використовують смартфони для вебсерфінгу.
Візуальні ефекти, які були популярні у 2015—2019 роках, залишаються популярними й удосконалюються. В каталозі свіжих шаблонів можна відшукати сміливі сучасні рішення для різних бізнесів. Тут є трендовий паралакс ефект, що надає динамічність сторінці, адаптивний дизайн — гарний на всіх пристроях, різноманітні види анімації, фонове відео. Також користувачі зможуть без проблем реалізувати на своїх сайтах різноманітні функціональні можливості — онлайн чат, галерея, калькулятор і так далі.